# La Torre d'En Besora
la Torre d'En Besora (em valenciano e oficialmente) ou Torre de Embesora (em castelhano) é um município da Espanha na província de Castelló, Comunidade Valenciana. Tem 12 km² de área e em 2021 tinha 167 habitantes (densidade: 13,9 hab./km²).

## Demografia
| Variação demográfica do município entre 1991 e 2004 | Variação demográfica do município entre 1991 e 2004 | Variação demográfica do município entre 1991 e 2004 | Variação demográfica do município entre 1991 e 2004 |
| --------------------------------------------------- | --------------------------------------------------- | --------------------------------------------------- | --------------------------------------------------- |
| 1991                                                | 1996                                                | 2001                                                | 2004                                                |
| 240                                                 | 227                                                 | 190                                                 | 190                                                 |